# Пєсковиці
Пєсковиці (рос. Песковицы) — присілок в Гдовському районі Псковської області Російської Федерації.
Населення становить 0 осіб. Входить до складу муніципального утворення Добручинська волость.

## Історія
Від 2005 року входить до складу муніципального утворення Добручинська волость.

## Населення
| 2001 | 2002 | 2010 |
| ---- | ---- | ---- |
| 1    | ↗2   | ↘0   |